# 망치항
망치항은 경상남도 거제시 일운면 망치리에 있는 어항이다. 2003년 2월 3일 어촌정주어항으로 지정하여 관리하고 있다. 시설관리자는 거제시장이다.

## 어항 연혁
- 본래 망골 또는 망티라 하였는데 이는 현종(顯宗) 5年(1664) 갑진(甲辰)에 거제현(巨濟縣)을 고현(古縣)에서 옛 명진현(溟珍縣)의 서쪽 3리(里)에 옮긴후 고자산재(姑子山峙)가 너무 가팔라서 숙종(肅宗) 14年(1688) 계룡산 중허리에 큰 길을 내다가 과도한 역사를 책하여 안렴사(按廉使)에 의하여 파직되자 뒷산 고개에서 넓은 바다를 바라보며 마음을 달랬다는 현령 김대기(縣令 金大器)를 상징하여 망치(望峙)마을이라 하였다.

## 어항 구역
- 수역: 미지정(거제시 일운면 망치리 434-12번지 수역)
- 육역: 미지정

## 어항 시설
- 물양장, 선착장

## 주요 어종
- 숭어, 노래미, 우럭, 광어, 멍게 등